# Lijst van de leden van de Hoge Raad voor de Justitie (2008-2012)
Dit artikel geeft een lijst van de leden van de Hoge Raad voor de Justitie en hun opvolgers, voor de periode 2008 – 2012.

## Nederlandstalig college

### Magistraten
Werden verkozen als lid:
1. Mortier, Ria, advocaat-generaal bij het Hof van Cassatie;
2. Brys, Kathelyne, substituut-procureur des Konings bij de rechtbank van eerste aanleg te Brussel;
3. Cottyn, Jean-Luc, advocaat-generaal bij het hof van beroep te Gent;
4. Van Den Berghe, Jan, ondervoorzitter in de rechtbank van eerste aanleg te Gent;
5. Merlin, Chantal, eerste substituut-procureur des Konings bij de rechtbank van eerste aanleg te Antwerpen;
6. De Keyzer, Franky, substituut-procureur-generaal bij het hof van beroep te Antwerpen;
7. Vanwinsen, Alfred, ondervoorzitter en beslagrechter in de rechtbank van eerste aanleg te Brussel;
8. Goossens, Nadia, toegevoegd rechter voor het rechtsgebied van het hof van beroep te Gent;
9. Van Den Eeden, Erik, vrederechter van het kanton Kontich;
10. Desaegher, Kathleen, substituut-procureur-generaal bij het hof van beroep te Brussel;
11. Snelders, Nicolas, kamervoorzitter in het hof van beroep te Antwerpen.

Hebben de hoedanigheid van opvolger (art. 259bis -2, § 4 Ger.W.):
1. Van Damme, Bart, rechter in de politierechtbank te Brugge;
2. Vits, Patrick, eerste substituut-procureur des Konings bij de rechtbank van eerste aanleg te Leuven;
3. Eeckeleers, Helena, toegevoegd rechter voor het rechtsgebied van het hof van beroep te Antwerpen;
4. Van Iseghem, Pol, rechter in de rechtbank van koophandel te Kortrijk;
5. Bollen, Rita, vrederechter van het negende kanton Antwerpen;
6. De Hous, Bruno, onderzoeksrechter in de rechtbank van eerste aanleg te Antwerpen;
7. De Munck, Marc, onderzoeksrechter in de rechtbank van eerste aanleg te Turnhout;
8. Francis, Erwin, raadsheer in het hof van beroep te Antwerpen;
9. Stuyck, Cedric, substituut-procureur des Konings bij de rechtbank van eerste aanleg te Tongeren;
10. Van Overloop, Dirk, raadsheer in het hof van beroep te Antwerpen;
11. Soetemans, Guido, eerste substituut-procureur des Konings bij de rechtbank van eerste aanleg te Brussel;
12. Verbelen, Marcel, advocaat-generaal bij het hof van beroep te Brussel;
13. Wittouck, Koen, rechter in de rechtbank van eerste aanleg te Brugge, met gelijktijdige benoeming in de rechtbanken van eerste aanleg te Ieper, te Kortrijk en te Veurne;
14. Verbeeren, Isabelle, substituut-procureur des Konings bij de rechtbank van eerste aanleg te Kortrijk;
15. Dhaene, Michiel, substituut-arbeidsauditeur bij de arbeidsrechtbank te Oudenaarde;
16. Lemmens, Eddy, raadsheer in het hof van beroep te Antwerpen;
17. Lins, Olivier, substituut-procureur des Konings bij de rechtbank van eerste aanleg te Antwerpen;
18. Vermylen, Charles, kamervoorzitter in het hof van beroep te Brussel.

### Niet-Magistraten
Werden verkozen verklaard tot lid:
1. Paul Ceuninck, administrateur bij de Europese Commissie;
2. Lieve Dehaese, advocate;
3. Hilde Derde, advocate;
4. Frank Fleerackers, decaan van de Faculteit Rechtsgeleerdheid van de KUB en advocaat;
5. Hugo Lamon, advocaat;
6. Philip Traest, hoogleraar aan de Rechtsfaculteit van de U.gent;
7. Ann Van de Velde, advocate;
8. Geert Van Haegenborgh, referendaris bij het Hof van Cassatie;
9. Robert Vanosselaer, advocaat;
10. Nicole Van Ranst, advocate;
11. Geert Vervaeke, hoogleraar aan de Rechtsfaculteit van de K.U.Leuven.

Hebben de hoedanigheid van opvolger (art. 259bis -2, § 4 Ger.W.):
1. Willem Criel, bedrijfsjurist;
2. Mieke De Troetsel, advocate;
3. Ann Driessen, journaliste;
4. Hugo Durieux, juridisch attaché bij de Raad van State;
5. Frank Franceus, adjunct-kabinetschef van de Vlaamse minister van Bestuurszaken, Buitenlands Beleid, Media en Toerisme;
6. Joris Lagrou, advocaat;
7. Frans Lozie, eresenator;
8. Georges Martyn, hoofddocent aan de Rechtsfaculteit van de U.gent;
9. Anne Mortelmans, advocate;
10. Johan Persyn, advocaat;
11. Marc Quatacker, advocaat;
12. Wilfried Rauws, hoofddocent bij de Faculteit Recht en Criminologie van de VUB;
13. Jean-Marie Siscot, administrateur bij de Hoge Raad voor de Justitie;
14. Yves Teughels, advocaat;
15. Jan Theunis, referendaris bij het Grondwettelijk Hof;
16. Bernard Tilleman, gewoon hoogleraar aan de faculteit Rechtsgeleerdheid van de K.U.Leuven;
17. Albert Van Damme, adviseur bij het Belgisch Staatsblad;
18. Romain Vandebroek, advocaat;
19. Joannes Vanderhaeghe, ambtenaar bij het Europees Bureau voor fraudebestrijding;
20. Ivan Van der Vorst, advocaat;
21. Dirk Van Gestel, Provinciaal Coördinator Wooninspectie; Ludovicus Van Osta, justitieassistent bij de FOD Justitie;
22. Jean-Claude Van Rode, voorzitter ABVV Limburg; Piet Vermeeren, bedrijfsrevisor.

## Franstalig college

### Magistraten
Werden verkozen als lid:
1. De Vroede, Nadia, substituut-procureur-generaal bij het hof van beroep te Brussel;
2. Vandenhaute, Laurence, toegevoegd substituut-procureur des Konings in het rechtsgebied van het hof van beroep te Brussel;
3. Diverse, Françoise, rechter in de rechtbank van eerste aanleg te Luik;
4. Morandini, Philippe, eerste substituut-procureur des Konings bij de rechtbank van eerste aanleg te Dinant;
5. Arnould, Philippe, rechter in de politierechtbank te Namen;
6. Wustefeld, Pierre-André, raadsheer in het hof van beroep te Bergen;
7. Funck, Jean-François, rechter in de arbeidsrechtbank te Nijvel;
8. Thoreau, Jean, federaal magistraat bij het federaal parket;
9. Goldenberg, Emile, ondervoorzitter en beslagrechter in de rechtbank van eerste aanleg te Brussel;
10. Lange, Marie-Anne, raadsheer in het hof van beroep te Luik;
11. Hens, Nathalie, rechter in de rechtbank van eerste aanleg te Charleroi;

Hebben de hoedanigheid van opvolger (art. 259bis -2, § 4 Ger.W.):
1. Bertouille, Vincent, vrederechter van het kanton Vorst;
2. Van Bree, Sophie, rechter in de rechtbank van eerste aanleg te Brussel;
3. Claise, Michel, onderzoeksrechter in de rechtbank van eerste aanleg te Brussel;
4. Louveaux, Hervé, onderzoeksrechter in de rechtbank van eerste aanleg te Brussel met gelijktijdige benoeming als rechter in de #rechtbank van eerste aanleg te Nijvel;
5. Mottet, Jean-Marc, substituut-procureur des Konings bij de rechtbank van eerste aanleg te Luik;
6. Delvaux, Alex, rechter in de strafuitvoeringsrechtbank voor het rechtsgebied van het hof van beroep te Brussel;
7. Verelst, Jean-Michel, substituut-procureur des Konings bij de rechtbank van eerste aanleg te Brussel.

### Niet-Magistraten
Werden verkozen verklaard tot lid:
1. France Blanmailland, advocate;
2. Denis Bosquet, advocaat;
3. Etienne Decelle, vrederechter;
4. Pierre Jadoul, docent aan de Facultés universitaires Saint-Louis en advocaat;
5. Axel Kittel, advocaat;
6. Gabrielle Lefèvre, journaliste;
7. Benoît Lespire, advocaat;
8. François Libert, advocaat;
9. Didier Pire, advocaat;
10. Nicole Roland, directeur van de niet-gesubsidieerde opvangmilieus van de Office de la naissance et de l'enfance (O.N.E.);
11. Pascale Vielle, hoogleraar in de rechten aan de UCL.

Hebben de hoedanigheid van opvolger (art. 259bis -2, § 4 Ger.W.):
1. Bernard Baille, ambtenaar bij de Intercommunale de Santé publique du Pays de Charleroi;
2. Stefan Bastin, sociaal assistent;
3. Benoît Bolland, Inspecteur van Financiën bij de FOD Financiën;
4. Hakim Boularbah, docent aan de Rechtsfaculteit van de ULB;
5. Marie Anne Coen, ambassaderaad bij de FOD Buitenlandse Zaken;
6. Geoffroy de Foestraets, advocaat;
7. Dominique Demoulin, journaliste;
8. Willy Detombe, directeur van het sportcomplex van de stad Péruwelz;
9. Philippe Dumoulin, geneesheer;
10. Bernard Garcez, commercieel directeur van de haven van Brussel;
11. Catherine Gernay, gedelegeerd bestuurder van het Studiecentrum voor Kernenergie te Mol;
12. Catherine Lombard, contractuele attachee bij de FOD Kanselarij van de eerste minister;
13. François Motulsky, advocaat;
14. Jean-Luc Ransy, advocaat;
15. Fernand Schmetz, attaché bij de dienst voor het Strafrechtelijk beleid bij de FOD Justitie;
16. Nicole van Crombrugghe, advocate;
17. Carine Vander Burght, advocate;
18. Jean-Marie Verschueren, advocaat.

## Nota
(*) Kandidaten voorgedragen door de orden van advocaten of door de universiteiten en hogescholen van de Vlaamse en Franse Gemeenschap.
(**) Kandidaten met kennis van het Duits.